# Mads Rasmussen
Mads Reinholdt Rasmussen (* 24. listopadu 1981, Idestrup, Dánsko) je dánský veslař lehké váhy. Na olympijských hrách 2012 v Londýně získal zlatou medaili na dvojskifu lehkých vah. O čtyři roky dříve na olympiádě v Pekingu získal bronz. Je též dvojnásobným mistrem světa. Při zisku všech medailí na dvojskifu byl jeho partnerem na lodi Rasmus Quist Hansen.